# James Bates
James Bates (Boston, 29 september 1844 - Genève, 24 december 1914) was een Amerikaans ondernemer. Hij was de oprichter van de Zwitserse krant La Tribune de Genève.

## Biografie

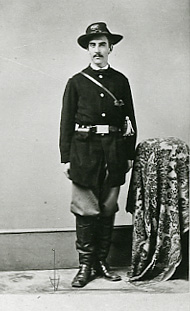
James Bates tijdens de Amerikaanse Burgeroorlog.

James Bates was een zoon van Joseph C. Bates, een reder. Hij huwde tweemaal: een eerste maal in 1873 met Amélie Chenevière, een dochter van Arthur Chenevière, en een tweede maal met Henriette Baron, de weduwe van Léonce Pictet. 
Tijdens de Amerikaanse Burgeroorlog vervoegde Bates op zeventienjarige leeftijd het Union Army, het leger van de Noordelijke staten. Op de leeftijd van 21 jaar werd hij luitenant-kolonel. Vervolgens was hij actief als effectenmakelaar in New York. In 1875 vestigde hij zich in Genève, in Zwitserland, het geboorteland van zijn echtgenote. In 1876 kocht hij de krant en de drukkerij van de The Continental Herald and Swiss Times op, herdoopte deze in de Geneva Times en richtte vervolgens de krant La Tribune de Genève op, waarvan het eerste nummer verscheen op 1 februari 1879. De door hem in 1887 opgerichte Union Bank ging in 1919 op in de Union Bank of Switzerland.
Hij was de schoonvader van de Geneefse jurist en hoogleraar Alfred Gautier.
- Gemeinsame Normdatei: 1050721004
- Historisch woordenboek van Zwitserland: 032432
- Virtual International Authority File: 308694847